# Mid-year Internationals 2018
Die Mid-year Internationals 2018 (auch als Summer Tests 2018 bezeichnet) waren eine vom 27. Mai bis zum 23. Juni 2018 stattfindende Serie von internationalen Rugby-Union-Spielen zwischen Mannschaften der ersten, zweiten und dritten Stärkeklasse. Diese Begegnungen folgten dem von World Rugby beschlossenen globalen Rugby-Kalender, der von 2012 bis 2019 Gültigkeit besaß. Sie umfassten Test Matches zwischen Nationen der nördlichen und südlichen Hemisphäre. Darüber hinaus erhielten die Nationen der zweiten Stärkeklasse die Möglichkeit, ihre Wettbewerbsfähigkeit im Vorfeld der Weltmeisterschaft 2019 zu erhöhen.
Jeweils eine Serie von drei Test Matches absolvierten Frankreich gegen Neuseeland, Irland gegen Australien und England gegen Südafrika. Zu jeweils zwei Begegnungen kam es zwischen Wales und Argentinien sowie zwischen Italien und Japan.

## Ergebnisse

### Woche 1
| 27. Mai 2018 15:00 WESZ | England | 45 : 63         | Barbarians | Twickenham Stadium, London Zuschauer: 51.636 Schiedsrichter: Mathieu Raynal (Frankreich) |
| 27. Mai 2018 15:00 WESZ | Versuche: Daly 16. erh. Francis (2) 20. erh., 30. erh. Mercer 27. erh. Launchbury 55. erh. May 76. erh. Erhöhungen: Ford (6/6) Straftritte: Ford (1/1) 48. | (28:35) Bericht | Versuche: Ashton (3) 3. erh., 6. erh., 24. erh. Vito (2) 11. erh., 79. erh. Russell 38. erh. Radradra 43. erh. Timani 59. erh. Laidlaw 71. erh. Erhöhungen: Russell (7/7) Laidlaw (1/1) Fernández Lobbe (1/1) | Twickenham Stadium, London Zuschauer: 51.636 Schiedsrichter: Mathieu Raynal (Frankreich) |

### Woche 2
| 2. Juni 2018 17:00 EDT | Südafrika | 20 : 22        | Wales | Robert F. Kennedy Memorial Stadium, Washington, D.C. Zuschauer: 21.357 Schiedsrichter: Matthew Carley (England) |
| 2. Juni 2018 17:00 EDT | Versuche: Ismaiel 43. erh. Mapimpi 58. erh. Erhöhungen: Jantjies (2/2) Straftritte: Jantjies (1/1) 18. du Preez (1/1) 73. | (3:14) Bericht | Versuche: Amos 30. erh. Williams 33. erh. Elias 74. n.erh. Erhöhungen: Anscombe (2/3) Straftritte: Anscombe (1/3) 47. | Robert F. Kennedy Memorial Stadium, Washington, D.C. Zuschauer: 21.357 Schiedsrichter: Matthew Carley (England) |

- Dies war der dritte Sieg der Waliser über die Springboks in Folge, was ihnen zuvor noch nie gelungen war.

### Woche 3
| 9. Juni 2018 14:45 JST | Japan | 34 : 17         | Italien                                                                                         | Showa Denko Dome, Ōita Zuschauer: 25.824 Schiedsrichter: Nic Berry (Australien) |
| 9. Juni 2018 14:45 JST | Versuche: A. Mafi 17. erh. Fukuoka 27. erh. Lemeki 60. erh. Matsushima 65. erh. Erhöhungen: Tamura (4/4) Straftritte: Tamura (2/3) 33., 57. | (17:14) Bericht | Versuche: Pasquali 14. erh. Steyn 35. erh. Erhöhungen: Allan (2/2) Straftritte: Allan (1/1) 51. | Showa Denko Dome, Ōita Zuschauer: 25.824 Schiedsrichter: Nic Berry (Australien) |

- Bisher größte Punktedifferenz bei einem Sieg der Japaner über eine Mannschaft der ersten Stärkeklasse.

| 9. Juni 2018 16:40 ART | Argentinien                                                                                 | 10 : 23        | Wales | Estadio del Bicentenario, San Juan Zuschauer: 23.200 Schiedsrichter: Andrew Brace (Irland) |
| 9. Juni 2018 16:40 ART | Versuche: Lezana 77. erh. Erhöhungen: González Iglesias (1/1) Straftritte: Sánchez (1/1) 1. | (3:17) Bericht | Versuche: Davies 7. erh. North 26. erh. Erhöhungen: Patchell (2/2) Straftritte: Patchell (2/3) 35., 44. Anscombe (1/1) 80. | Estadio del Bicentenario, San Juan Zuschauer: 23.200 Schiedsrichter: Andrew Brace (Irland) |

- Erster Auswärtssieg der Waliser in Argentinien seit 2004.

| 9. Juni 2018 17:05 SAST | Südafrika | 42 : 39 | England | Ellis Park Stadium, Johannesburg Zuschauer: 55.260 Schiedsrichter: Ben O’Keeffe (Neuseeland) |
| 9. Juni 2018 17:05 SAST | Versuche: de Klerk 19. n.erh. Nkosi (2) 29. erh., 33. erh. le Roux 38. erh. Dyantyi 64. erh. Erhöhungen: Pollard (4/5) Straftritte: Pollard (3/5) 10., 51., 75. | Bericht | Versuche: Brown 3. erh. Daly 12. erh. Farrell 16. erh. Itoje 69. n.erh. May 77. erh. Erhöhungen: Daly (1/1) 1. Farrell (1/1) 40. | Ellis Park Stadium, Johannesburg Zuschauer: 55.260 Schiedsrichter: Ben O’Keeffe (Neuseeland) |

- Siya Kolisi stand als erster nichtweißer Mannschaftskapitän der Springboks im Einsatz.
- Mako Vunipola absolvierte sein 50. Test Match für England.

| 9. Juni 2018 18:00 MDT | Vereinigte Staaten | 62 : 13         | Russland                                                                                        | Dick’s Sporting Goods Park, Commerce City Schiedsrichter: Federico Anselmi (Argentinien) |
| 9. Juni 2018 18:00 MDT | Versuche: Taufete’e (2) 10. n.erh., 36. erh. Quill 18. erh. Lasike 22. erh. Branche (2) 38. n.erh., 40. erh. Augspurger 70. erh. Dolan 75. erh. Scully 79. erh. Erhöhungen: MacGinty (4/6) Magie (3/3) Straftritte: MacGinty (1/1) 34. | (34:13) Bericht | Versuche: Babajew 2. erh. Erhöhungen: Kuschnarjow (1/1) Straftritte: Kuschnarjow (2/2) 15., 28. | Dick’s Sporting Goods Park, Commerce City Schiedsrichter: Federico Anselmi (Argentinien) |

- Bisher größte Punktedifferenz bei einem Sieg der US-amerikanischen Mannschaft.

| 9. Juni 2018 19:00 MDT | Kanada                                                    | 10 : 48        | Schottland | Commonwealth Stadium, Edmonton Zuschauer: 12.824 Schiedsrichter: Shūhei Kubo (Japan) |
| 9. Juni 2018 19:00 MDT | Versuche: Strafversuch 46. Straftritte: O’Leary (1/1) 13. | (3:15) Bericht | Versuche: McGuigan 8. n.erh. Jackson 33. erh. Turner (3) 41. erh., 67. n.erh, 71. erh. Bradbury 54. erh. Carmichael 78. erh. Erhöhungen: Hidalgo-Clyne (2/3) Kinghorn (3/4) Straftritte: Hidalgo-Clyne (1/1) 3. | Commonwealth Stadium, Edmonton Zuschauer: 12.824 Schiedsrichter: Shūhei Kubo (Japan) |

- Nick Bevins und Phil Mack spielten jeweils zum 50. Mal in einem Test Match für Kanada.

| 9. Juni 2018 19:35 NZST | Neuseeland | 52 : 11        | Frankreich                                                   | Eden Park, Auckland Zuschauer: 45.850 Schiedsrichter: Luke Pearce (England) |
| 9. Juni 2018 19:35 NZST | Versuche: B. Barrett 21. n.erh. Taylor 52. erh. Smith 55. erh. Ioane (2) 61. n.erh., 74. n.erh. McKenzie 63. n.erh. Laumape 66. n.erh. Savea 78. erh. | (8:11) Bericht | Versuche: Grosso 6. n.erh. Straftritte: Parra (2/3) 19., 35. | Eden Park, Auckland Zuschauer: 45.850 Schiedsrichter: Luke Pearce (England) |

- Beauden Barrett, Jordie Barrett und Scott Barrett waren die ersten drei Brüder, die gemeinsam in der Startaufstellung der All Blacks standen.

| 9. Juni 2018 20:00 AEST | Australien                                                                                          | 18 : 9        | Irland                                   | Suncorp Stadium, Brisbane Zuschauer: 55.260 Schiedsrichter: Ben O’Keeffe (Neuseeland) |
| 9. Juni 2018 20:00 AEST | Versuche: Foley 33. n.erh. Pocock 71. erh. Erhöhungen: Foley (1/2) Straftritte: Foley (2/2) 2., 69. | (8:6) Bericht | Straftritte: Carbery (3/4) 13., 25., 55. | Suncorp Stadium, Brisbane Zuschauer: 55.260 Schiedsrichter: Ben O’Keeffe (Neuseeland) |

### Woche 4
| 16. Juni 2018 14:00 JST | Japan | 22 : 25        | Italien | Noevir-Stadion, Kōbe Zuschauer: 20.276 Schiedsrichter: Nick Briant (Neuseeland) |
| 16. Juni 2018 14:00 JST | Versuche: W. Tupou 59. erh. A. Mafi 64. erh. Matsushima 79. n.erh. Erhöhungen: Matsuda (2/3) Straftritte: Tamura (1/2) 33. | (3:12) Bericht | Versuche: Benvenuti 18. erh. Ghiraldini 25. n.erh. Polledri 43. erh. Erhöhungen: Allan (2/3) Straftritte: Allan (2/2) 71., 73. | Noevir-Stadion, Kōbe Zuschauer: 20.276 Schiedsrichter: Nick Briant (Neuseeland) |

- Yū Tamura absolvierte sein 50. Test Match für Japan.

| 16. Juni 2018 16:00 EDT | Kanada                                                                               | 20 : 43         | Russland | Twin Elm Rugby Park, Ottawa Zuschauer: 3.312 Schiedsrichter: Ben Whitehouse (Wales) |
| 16. Juni 2018 16:00 EDT | Versuche: Campbell 33. erh. Blevins 73. erh. Erhöhungen: Staller (1/1) O’Leary (1/1) | (10:26) Bericht | Versuche: Rudoi (3) 9. n.erh., 29. erh., 54. erh. Wawilin 19. erh. Michalzow (2) 36. erh., 42. erh. Erhöhungen: Kuschnarjow (5/6) Straftritte: Kuschnarjow (1/1) 67. | Twin Elm Rugby Park, Ottawa Zuschauer: 3.312 Schiedsrichter: Ben Whitehouse (Wales) |

- Dies war Russlands erster Sieg über Kanada.

| 16. Juni 2018 16:40 ART | Argentinien                                                            | 12 : 30        | Wales | Estadio B. G. Estanislao López, Santa Fe Zuschauer: 26.820 Schiedsrichter: Jaco Peyper (Südafrika) |
| 16. Juni 2018 16:40 ART | Versuche: Delguy 38. n.erh. Montoya 80. erh. Erhöhungen: Sánchez (1/2) | (5:19) Bericht | Versuche: Adams 22. erh. Amos 55. n.erh. Erhöhungen: Patchell (1/2) Straftritte: Patchell (6/7) 8., 15., 33., 37., 41., 51. | Estadio B. G. Estanislao López, Santa Fe Zuschauer: 26.820 Schiedsrichter: Jaco Peyper (Südafrika) |

| 16. Juni 2018 17:05 SAST | Südafrika | 23 : 12         | England                                                          | Free State Stadium, Bloemfontein Schiedsrichter: Romain Poite (Frankreich) |
| 16. Juni 2018 17:05 SAST | Versuche: Vermeulen 23. erh. Strafversuch 49. Erhöhungen: Pollard (1/1) Straftritte: Pollard (3/4) 28., 38., 66. | (13:12) Bericht | Versuche: Brown 9. erh. May 12. n.erh. Erhöhungen: Farrell (1/2) | Free State Stadium, Bloemfontein Schiedsrichter: Romain Poite (Frankreich) |

- Tendai Mtawarira trat für Südafrika zum 100. Mal zu einem Test Match an.

| 16. Juni 2018 19:35 NZST | Neuseeland                                                                                            | 26 : 13        | Frankreich                                                                              | Westpac Stadium, Wellington Zuschauer: 34.422 Schiedsrichter: Angus Gardner (Australien) |
| 16. Juni 2018 19:35 NZST | Versuche: Moody 12. erh. Smith 19. n.erh. Barrett (2) 39. erh., 56. n.erh. Erhöhungen: McKenzie (3/4) | (21:6) Bericht | Versuche: Gomes Sa 80. erh. Erhöhungen: Plisson (1/1) Straftritte: Parra (2/2) 10., 30. | Westpac Stadium, Wellington Zuschauer: 34.422 Schiedsrichter: Angus Gardner (Australien) |

| 16. Juni 2018 20:00 CDT | Vereinigte Staaten | 30 : 29         | Schottland | BBVA Stadium, Houston Schiedsrichter: Wayne Barnes (England) |
| 16. Juni 2018 20:00 CDT | Versuche: Taufete’e (2) 37. erh., 42. erh. Germishuys 58. erh. Erhöhungen: MacGinty (3/3) Straftritte: MacGinty (3/3) 16., 28., 47. | (13:24) Bericht | Versuche: Kinghorn 1. erh. Strafversuch 24. Turner 33. erh. Fife 80. n.erh. Erhöhungen: Kinghorn (2/3) Straftritte: Kinghorn (1/2) 40. | BBVA Stadium, Houston Schiedsrichter: Wayne Barnes (England) |

- Erster Sieg der Amerikaner über Schottland und ihr erster Sieg gegen eine Mannschaft der ersten Stärkeklasse seit 1924.

| 16. Juni 2018 20:00 AEST | Australien                                                                         | 21 : 26 | Irland | AAMI Park, Melbourne Zuschauer: 29.018 Schiedsrichter: Paul Williams (Neuseeland) |
| 16. Juni 2018 20:00 AEST | Versuche: Beale 1. erh. Strafversuch 25. T. Tupou 77. erh. Erhöhungen: Foley (2/2) |         | Versuche: Conway 6. erh. Furlong 53. erh. Erhöhungen: Sexton (2/2) Straftritte: Sexton (4/5) 12., 16., 21. 65. | AAMI Park, Melbourne Zuschauer: 29.018 Schiedsrichter: Paul Williams (Neuseeland) |

- Erster Auswärtssieg der Iren gegen die Wallabies seit 1979.

### Woche 5
| 23. Juni 2018 14:45 JST | Japan | 28 : 0        | Georgien | Toyota-Stadion, Toyota Zuschauer: 14.776 Schiedsrichter: Nigel Owens (Wales) |
| 23. Juni 2018 14:45 JST | Versuche: van der Walt 48. erh. Lemeki 51. erh. Himeno 66. n.erh. Erhöhungen: Tamura (2/2) Straftritte: Tamura (2/5) 3., 31. Noguchi (1/1) 40. | (9:0) Bericht |          | Toyota-Stadion, Toyota Zuschauer: 14.776 Schiedsrichter: Nigel Owens (Wales) |

- Wiktor Kolelischwili spielte zum 50. Mal in einem Test Match für Georgien.

| 23. Juni 2018 15:00 FJT | Fidschi                                                                              | 19 : 27       | Tonga | Churchill Park, Lautoka Zuschauer: 6.000 Schiedsrichter: Luke Pearce (England) |
| 23. Juni 2018 15:00 FJT | Versuche: Lomani 33. erh. Goneva 47. n.erh. Mata 51. erh. Erhöhungen: Volavola (2/3) | (7:7) Bericht | Versuche: Ngauamo 20. erh. S. Mafi Faleafa 71. erh. Erhöhungen: Takulua (3/3) Straftritte: Takulua (2/2) 65., 69. | Churchill Park, Lautoka Zuschauer: 6.000 Schiedsrichter: Luke Pearce (England) |

- Leone Nakarawa absolvierte sein 50. Test Match für Fidschi.

| 23. Juni 2018 16:00 ADT | Kanada                                                                                                | 17 : 42        | Vereinigte Staaten | Wanderers Grounds, Halifax Zuschauer: 6.200 Schiedsrichter: Alexandre Ruiz (Frankreich) |
| 23. Juni 2018 16:00 ADT | Versuche: Olmstead 51. erh. Hassler 76. erh. Erhöhungen: O’Leary (2/2) Straftritte: O’Leary (1/1) 16. | (3:13) Bericht | Versuche: Dolan (2) 22. n.erh., 45. erh., 68. n.erh. Augspurger 35. n.erh. Scully 72. erh. de Haas 79. erh. Erhöhungen: MacGinty (3/6) Straftritte: MacGinty (2/2) 28., 57. | Wanderers Grounds, Halifax Zuschauer: 6.200 Schiedsrichter: Alexandre Ruiz (Frankreich) |

| 23. Juni 2018 16:40 ART | Argentinien | 15 : 44        | Schottland | Estadio Centenario, Resistencia Zuschauer: 22.340 Schiedsrichter: Mathieu Raynal (Frankreich) |
| 23. Juni 2018 16:40 ART | Versuche: Lezana 49. erh. González Iglesias 57. n.erh. Erhöhungen: Sánchez (1/2) Straftritte: Sánchez (1/1) 17. | (3:36) Bericht | Versuche: G. Horne (2) 1. erh., 38. n.erh. Kinghorn 7. erh. McInally 12. erh. Bradbury 20. erh. Fife 53. n.erh. Erhöhungen: P. Horne (4/6) Straftritte: P. Horne (2/2) 27., 61. | Estadio Centenario, Resistencia Zuschauer: 22.340 Schiedsrichter: Mathieu Raynal (Frankreich) |

- Leonardo Senatore absolvierte sein 50. Test Match für Argentinien.
- Schottland schaffte die größte Punktedifferenz bei einem Auswärtssieg über Argentinien.

| 23. Juni 2018 17:05 SAST | Südafrika                                                                           | 10 : 25       | England                                                                                                 | Newlands Stadium, Kapstadt Zuschauer: 33.827 Schiedsrichter: Glen Jackson (Neuseeland) |
| 23. Juni 2018 17:05 SAST | Versuche: Kriel 45. erh. Erhöhungen: Jantjies (1/1) Straftritte: Jantjies (1/2) 40. | (3:6) Bericht | Versuche: May 71. erh. Erhöhungen: Farrell (1/1) Straftritte: Farrell (6/6) 9., 36., 43., 49., 57., 75. | Newlands Stadium, Kapstadt Zuschauer: 33.827 Schiedsrichter: Glen Jackson (Neuseeland) |

- Erster Auswärtssieg der Engländer über die Springboks seit 2000.

| 23. Juni 2018 19:35 NZST | Neuseeland | 49 : 14         | Frankreich                                                                | Forsyth Barr Stadium, Dunedin Zuschauer: 30.000 Schiedsrichter: John Lacey (Irland) |
| 23. Juni 2018 19:35 NZST | Versuche: Smith 15. erh. Todd 22. erh. McKenzie (2) 31. erh., 46. erh. Ioane (3) 52. erh., 58. erh., 64. erh. Erhöhungen: McKenzie (7/7) | (21:14) Bericht | Versuche: Serin 11. erh. Fofana 27. erh. Erhöhungen: Belleau (2) 12., 28. | Forsyth Barr Stadium, Dunedin Zuschauer: 30.000 Schiedsrichter: John Lacey (Irland) |

- Maxime Médard spielte zum 50. Mal in einem Test Match für Frankreich.

| 23. Juni 2018 20:00 AEST | Australien                                                                                  | 16 : 20         | Irland                                                                        | Allianz Stadium, Sydney Zuschauer: 44.085 Schiedsrichter: Pascal Gaüzère (Frankreich) |
| 23. Juni 2018 20:00 AEST | Versuche: Koroibete 53. erh. Erhöhungen: Foley (1/1) Straftritte: Foley (3/4) 12., 21., 39. | (16:12) Bericht | Versuche: Stander 43. n.erh. Straftritte: Sexton (5/5) 8., 29., 34., 40., 78. | Allianz Stadium, Sydney Zuschauer: 44.085 Schiedsrichter: Pascal Gaüzère (Frankreich) |

- Die Iren entschieden damit erstmals seit 1979 eine Test-Match-Serie gegen die Wallabies für sich.
- Jack McGrath und Peter O’Mahony spielten jeweils zum 50. Mal in einem Test Match für Irland.